# Gyrinophagus luteipes
Gyrinophagus luteipes är en stekelart som beskrevs av Ruschka 1914. Gyrinophagus luteipes ingår i släktet Gyrinophagus och familjen puppglanssteklar.
Artens utbredningsområde är:
- Tyskland.
- Sverige.

Arten är reproducerande i Sverige. Inga underarter finns listade i Catalogue of Life.